# Rhizaspidiotus taiyuensis
Rhizaspidiotus taiyuensis är en insektsart som beskrevs av Tang, Hao, Shi och Tang 1991. Rhizaspidiotus taiyuensis ingår i släktet Rhizaspidiotus och familjen pansarsköldlöss. Inga underarter finns listade i Catalogue of Life.